# Hannele Kylänpää
Elina Hannele Kristina Kylänpää, född 18 september 1948 i Helsingfors, är en finländsk skulptör och målare.
Kylänpää studerade 1969–1971 vid Konstindustriella högskolan och 1971–1975 vid Finlands konstakademis skola samt ställde ut första gången 1972. Hon är känd främst för sina vanligen små skulpturer, avbildande bldand annat vardagliga barnfigurer i brons samt djurfigurer i keramik. Hennes formspråk är influerat bland annat av antik grekisk, egyptisk och etruskisk konst. År 1988 gjorde hon ett utkast till minnesmärke över Frans Eemil Sillanpää i Tavastkyro föreställande Silja ur författarens roman med samma namn. Hon har också haft framgång som medaljskulptör.
Kylänpää undervisade 1975–1984 vid Konstindustriella högskolan. År 1976 mottog hon Dukatpriset. Hon är representerad bland annat i Finlands Nationalgalleri.